# مرسة (أكلة)
المرسة هي أكلة مشهورة في جنوب الجزيرة العربية ومنتشرة في اليمن وجنوب السعودية  وعمان والسودان وغيرهم من البلدان المحيطة باليمن. تتكون المرسة من الدقيق والموز والعسل والسمن مهروسة مع بعضهم واحيانا يهرس الدقيق مع الموز ويضاف عليه العسل والسمن والقشطة. تتعدد اشكال وطرق عمل المرسة حسب المناطق.

## طريقة التحضير
يقطع البر قطع صغيرة ويقطع الموز بنفس كمية البر مع وضع كمية بسيطة من العسل أو السمن ثم يهرس مع بعضه «البر والموز» حتى يصبح جاهز وأخيراً يضاف إليه العسل والسمن.